# Epirinus flagellatus
Epirinus flagellatus är en skalbaggsart som beskrevs av Fabricius 1775. Epirinus flagellatus ingår i släktet Epirinus och familjen bladhorningar. Inga underarter finns listade i Catalogue of Life.